# Marquesado de Monsolís
El marquesado de Monsolís es un título nobiliario español creado por la reina Isabel II el 18 de julio de 1853 a favor de Francisca Javiera de Saleta y Descallar, viuda del mariscal de campo Pedro Nolasco de Bassa y Girona. Éste fue gobernador militar de Barcelona en 1835 y falleció durante la quema de conventos o "bullanga" perpetrada en julio de aquel año, cuando intentaba desarmar a la milicia nacional culpable de la quema. Su actual titular es Maite Zindia de Pallejá Noël, VII marquesa de Monsolís.
Los marqueses de Monsolís han estado siempre muy unidos al municipio de San Cipriano de Vallalta, (en catalán Sant Cebrià de Vallalta), en la comarca del Maresme, donde conservan su casa solariega y donde tienen el panteón familiar.

## Marqueses de Monsolís

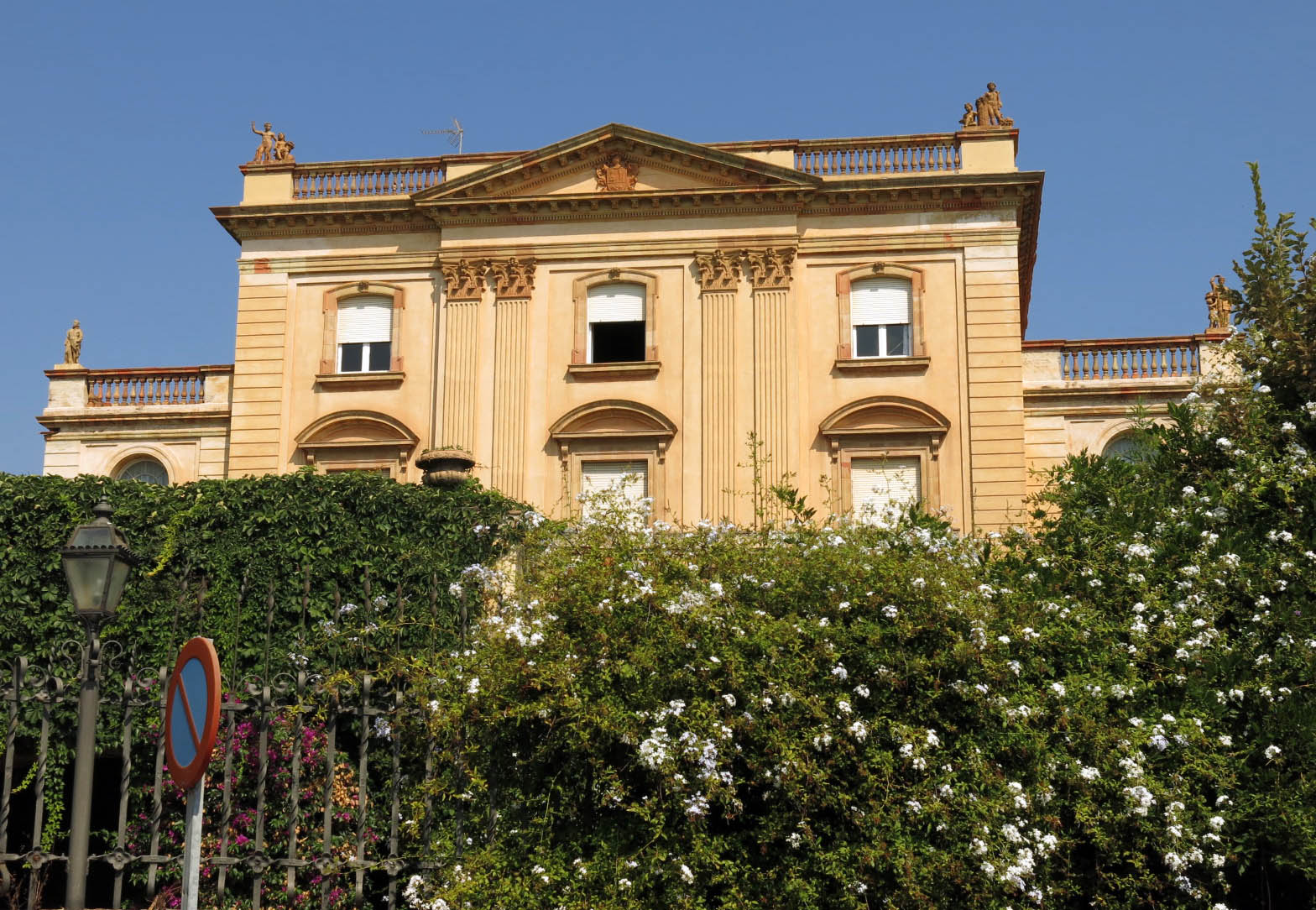
"Cal Pallejá", en Montgat, provincia de Barcelona

|                         | Titular                                  |                         | Periodo                 |
| Creado por el Isabel II | Creado por el Isabel II                  | Creado por el Isabel II | Creado por el Isabel II |
| ----------------------- | ---------------------------------------- | ----------------------- | ----------------------- |
| I                       | Francisca Javiera de Saleta y Descallar  |                         | 1853-1870               |
| II                      | María de la Concepción Bassa y de Saleta |                         | 1871-1887               |
| III                     | José María de Pallejá y Bassa            |                         | 1888-1907               |
| IV                      | Guillermo de Pallejá y Ferrer-Vidal      |                         | 1907-1964               |
| V                       | José Felipe de Pallejá y Ricart          |                         | 1966-1989               |
| VI                      | Guillem de Pallejá y Ferrer-Cajigal      |                         | 1990-2022               |
| VII                     | Maite Zindia de Pallejá Noël             |                         | 2023-actual             |

## Historia de los marqueses de Monsolís

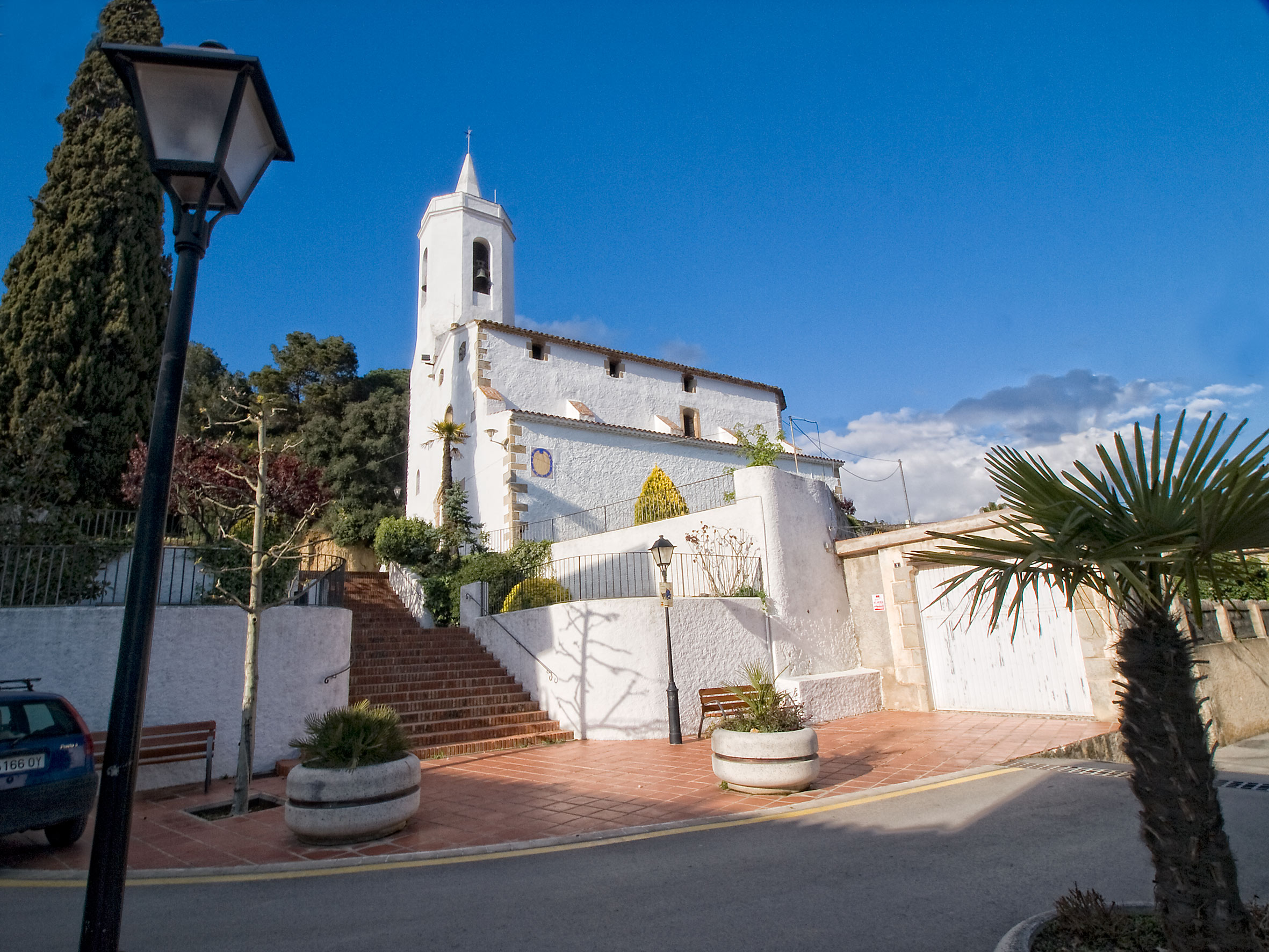
Iglesia de San Cipriano de Vallalta

- Francisca Javiera de Saleta y Descallar, I marquesa de Monsolís.

Casó con Pedro Nolasco de Bassa y Girona. En 30 de diciembre de 1871, le sucedió su hija:
- María de la Concepción Bassa y de Saleta, II marquesa de Monsolís.[2]

En 18 de julio de 1888, le sucedió su hijo:
- José María de Pallejá y Bassa (m. 1907), III marqués de Monsolís[4] y senador por la provincia de Barcelona (1988-1989).[5]

Casó con María del Carmen Ferrer-Vidal y Soler, hermana del primer marqués de Ferrer-Vidal.  En 8 de julio de 1907, le sucedió su hijo:
- Guillermo de Pallejá y Ferrer-Vidal (1889-1964), IV marqués de Monsolís.[6][2]

Casó con Clotilde Ricart Roger (1889-1972). En 24 de febrero de 1967, le sucedió su hijo:
- José Felipe de Pallejá y Ricart (1917-9 de agosto de 1989), V marqués de Monsolís.[2][7]

Casó con Gloria Ferrer-Cajigal Jorba. En 12 de enero de 1990. le sucedió su hijo:
- Guillem de Pallejá y Ferrer-Cajigal, VI marqués de Monsolís.[2][8]

Sucedió su hija:
- Maite Zindia de Pallejá Noël, VII marquesa de Monsolís.[9]